# Stentjärnarna (Ovanåkers socken, Hälsingland)
Stentjärnarna är en sjö i Ovanåkers kommun i Hälsingland och ingår i Ljusnans huvudavrinningsområde.